# Unithosea
Unithosea is een geslacht van vlinders van de familie slakrupsvlinders (Limacodidae).

## Soorten
- U. albilineata (Hampson, 1910)
- U. gainsfordi Mey, 2011